# Montrose (Colorado)
Montrose é uma cidade localizada no estado americano do Colorado, no Condado de Montrose.

## Demografia
Segundo o censo americano de 2000, a sua população era de 12.344 habitantes.
Em 2006, foi estimada uma população de 16.449, um aumento de 4105 (33.3%).

## Geografia
De acordo com o United States Census Bureau tem uma área de
29,7 km², dos quais 29,7 km² cobertos por terra e 0,0 km² cobertos por água.

## Localidades na vizinhança
O diagrama seguinte representa as localidades num raio de 40 km ao redor de Montrose.